# Sitio de Stralsund (1711-1715)
El Sitio de Stralsund fue una batalla durante la Gran Guerra del Norte. El Reino de Suecia defendió el puerto de Stralsund en la Pomerania Sueca contra una coalición del Reino de Dinamarca y Noruega, el Electorado de Sajonia y el Zarato de Rusia, a la cual se unió Brandenburgo-Prusia durante el sitio.
Se hizo un primer intento de tomar Stralsund en 1711, cuando los aliados llegaron a la ciudad. Las fuerzas de alivio suecas obligaron a la coalición a alejarse de las fortificaciones, y llevándolos a formar un anillo más amplio sobre las líneas de los ríos Recknitz y Peene. La victoria en Gadebusch de Magnus Stenbock distrajo brevemente a los aliados, pero luego de que Stenbock fuese perseguido y derrotado, Brandenburgo-Prusia al igual que Hanover, que se encontraban bajo dominio británico en una unión personal, se unieron a la alianza anti-sueca.
Los aliados acordaron que Dinamarca debía renunciar a sus reclamos sobre los territorios de Bremen-Verden a Hanover, y a cambio, le fueron prometidas partes del norte de la Pomerania Sueca que incluían a Stralsund, mientras que las partes del sur se volverían prusianas. En 1714, Carlos XII de Suecia viajó a Stralsund desde su exilio en Turquía para liderar la defensa de la ciudad en persona. Del 12 de julio al 24 de diciembre de 1715, los aliados sitiaron la ciudad y eventualmente la obligaron a rendirse. Carlos XII escapó a Suecia.
Stralsund permaneció bajo control Danés hasta que fue devuelto a Suecia en el Tratado de Frederiksborg.

## Preludio
En Poltava, el Reino de Suecia perdió la iniciativa en la Gran Guerra del Norte. Con el ejército principal de Carlos XII destruido, la alianza anti-sueca del Zarato de Rusia, Dinamarca-Noruega, el Electorado de Sajonia y la República de las Dos Naciones, reconstituida en el Tratado de Thorn y el Tratado de Copenhague (1709), el rey sueco en el exilio y las provincias suecas de Finlandia y Livonia soportando una invasión, la defensa sueca recaía tan solo en 11,800 hombres guarnicionados en el norte de Alemania, y un ejército de 10,000 soldados estacionados en Gran Polonia bajo el mando de Ernst Detlof von Krassow. Este se encontraba en retirada, hostigado por fuerzas sajonas y una plaga que había brotado recientemente en Polonia.
El gobierno sueco emitió órdenes de movilización para Pomerania el 8 de abril de 1711. 3,800 hombres, entre las edades de veinte y cuarenta años fueron reclutados para servir en el ejército por un periodo de cinco años. Stralsund se acababa de reponer de la destrucción de 1678, pero en 1711, la plaga traída a Pomerania con las fuerzas suecas que se encontraban en retirada causó miles de muertes. Los suecos fueron perseguidos por los ejércitos de la coalición anti-sueca, quienes llegaron y asediaron Stralsund en 1711.
Esta persecución a través de territorio neutral imperial fue posible luego de la muerte del emperador José I en abril, ya que hasta que Carlos VI fue posesionado como el emperador sucesor de José I, la constitución imperial decretó que Augusto el Fuerte, uno de los miembros de la coalición anti-sueca, se haría cargo de los asuntos imperiales en el norte de Alemania. Así fue que cuando las fuerzas suecas se retiraron a las fortificaciones de Stralsund, Stettin y Wismar, 6,000 sajones, 6,000 polacos y 12,000 rusos pudieron seguirlos hacia el sureste. Otros 25,000 daneses entraron al imperio a través de Holstein-Gottorp, y llegaron a Stralsund por el oeste.